# Planos de Fomento

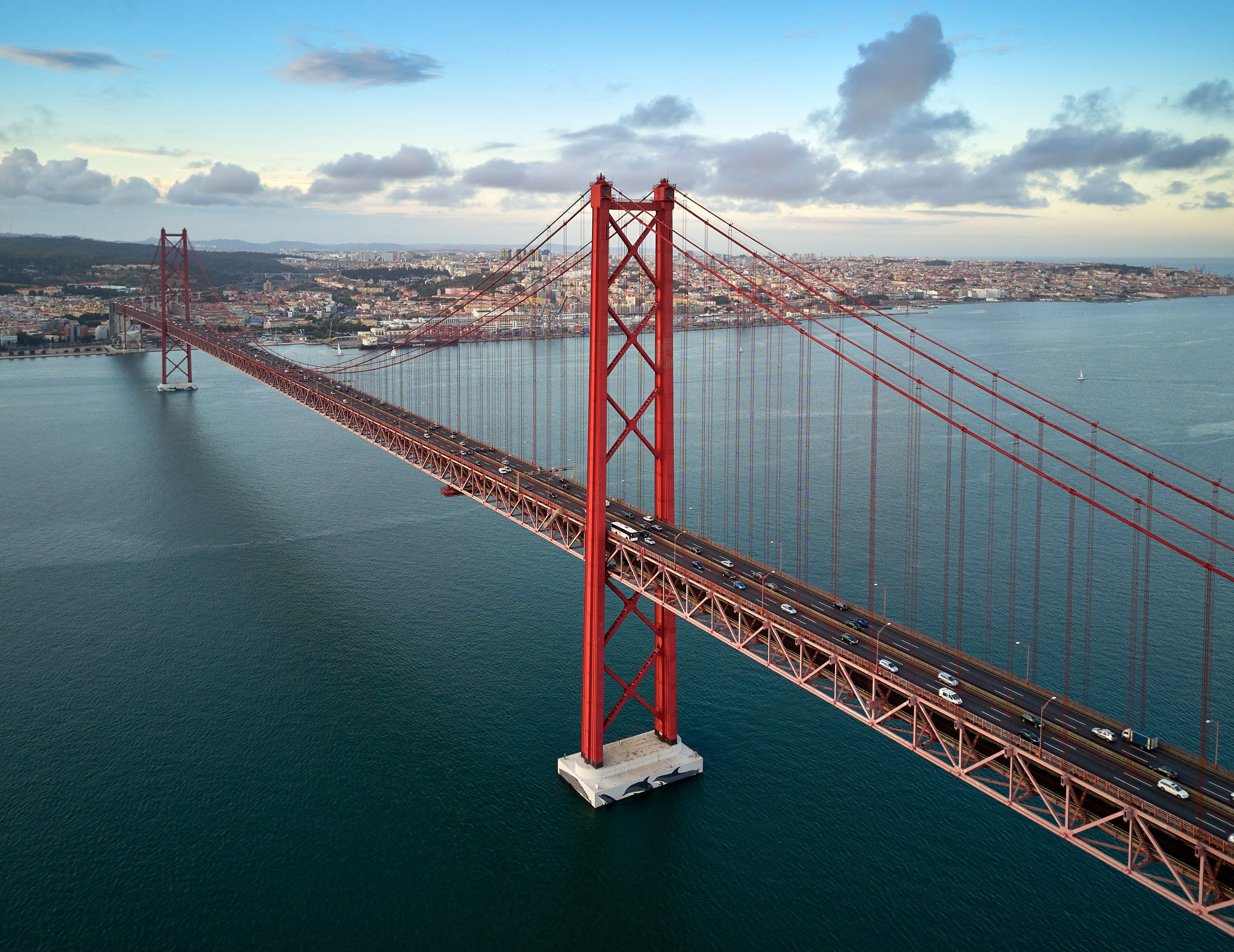
Ponte 25 de Abril, uma ponte conhecida de Portugal, criada durante o II Plano de Fomento (1959-1964)

Os Planos de Fomento foram uma série de planeamentos económicos realizados durante o Estado Novo entre 1953 e 1974, destacados pelos seus investimentos em vários setores da economia portuguesa, especialmente a nível de obras públicas como estradas, escolas, pontes, assim como setores industriais como metalurgia, siderúrgica, barragens e outras, inicialmente focadas na Metrópole, acabando mais tarde por abranger as colónias (na altura conhecidas como províncias ultramarinas). 
Através destes planos, com uma duração de 5 anos cada um, o estado português procurava expandir a economia portuguesa que, devido a predominância do ruralismo como ideologia do Estado Novo, se mantinha muito retorcida comparado a outros países europeus. Até 1973, foram visualizados crescimentos positivos do PIB, da indústria nacional, assim como da abertura da economia portuguesa ao estrangeiro e a sua modernização, porém estas não foram suficientes para diminuir a pobreza e as desigualdades sociais do país. O último plano colocado em prática acabaria por ser desfeito em 1975, após o 25 de Abril.

## História
Com a finalização da Segunda Guerra Mundial e o começo da Guerra Fria, a Europa encontrava-se devastada pela guerra, com a necessidade de apoio económico levando a criação do Plano Marshall em 1948, através do qual os Estados Unidos realizaram uma série de investimentos para reconstrução económica dos seus aliados europeus. No mesmo ano, para ajudar na administração destes fundos, a Organização para a Cooperação Econômica Europeia (OCEE) seria criada, da qual Portugal foi fundador. Mesmo não tendo sido afetado diretamente pela guerra, devido a sua política de neutralidade, Portugal receberia alguns dos apoios do Plano Marshall, num total aproximado de 50,5 milhões de dólares, algo que viria a influenciar a criação dos planeamentos económicos posteriores. Servindo como sucessor da Lei de Reconstituição Económica de 1935, através do qual uma série de investimentos em vários setores foram visualizados a vários níveis económicos do país, o primeiro plano de fomento viria a ser formado. 
Entre 1953 e 1974, vários planos seriam aprovados e realizados pelo Estado, sendo eles:
- I Plano de Fomento (1953-1959);
- II Plano de Fomento (1959-1964);
- Plano Intercalar de Fomento (1965-1967);
- III Plano de Fomento (1968-1973);
- IV Plano de Fomento (1974-1979); (que acabou por não ser implementado, devido ao 25 de abril);

### I Plano de Fomento (1953-1958)
O I Plano de Fomento, aprovado a 29 de Dezembro de 1952, baseou-se maioritariamente na continuação de construção de infraestruturas necessárias para o desenvolvimento português, tanto na produção de energia (especialmente hidroelétricas), meios de transportes, linhas de comunicação, assim como o desenvolvimento de planos a nível agrícola, assim como nas indústrias de base. Por fim, o investimento também ficou caracterizado pelo desenvolvimento de escolas técnicas, de forma a dinamizar o desenvolvimento de capacidades técnicas dos vários setores económicos nacionais e a mão de obra que neles trabalhavam. Estes investimentos seriam destacados como a "primeira porta de industrialização ao país", mesmo não possuindo um peso efetivo na indústria nacional, que seria mais desenvolvida em planos posteriores a 1960, visto que uma grande parcela dos investimentos foram destinados a agricultura, através da revisão do plano em abril de 1955, 2 anos após o seu início. 

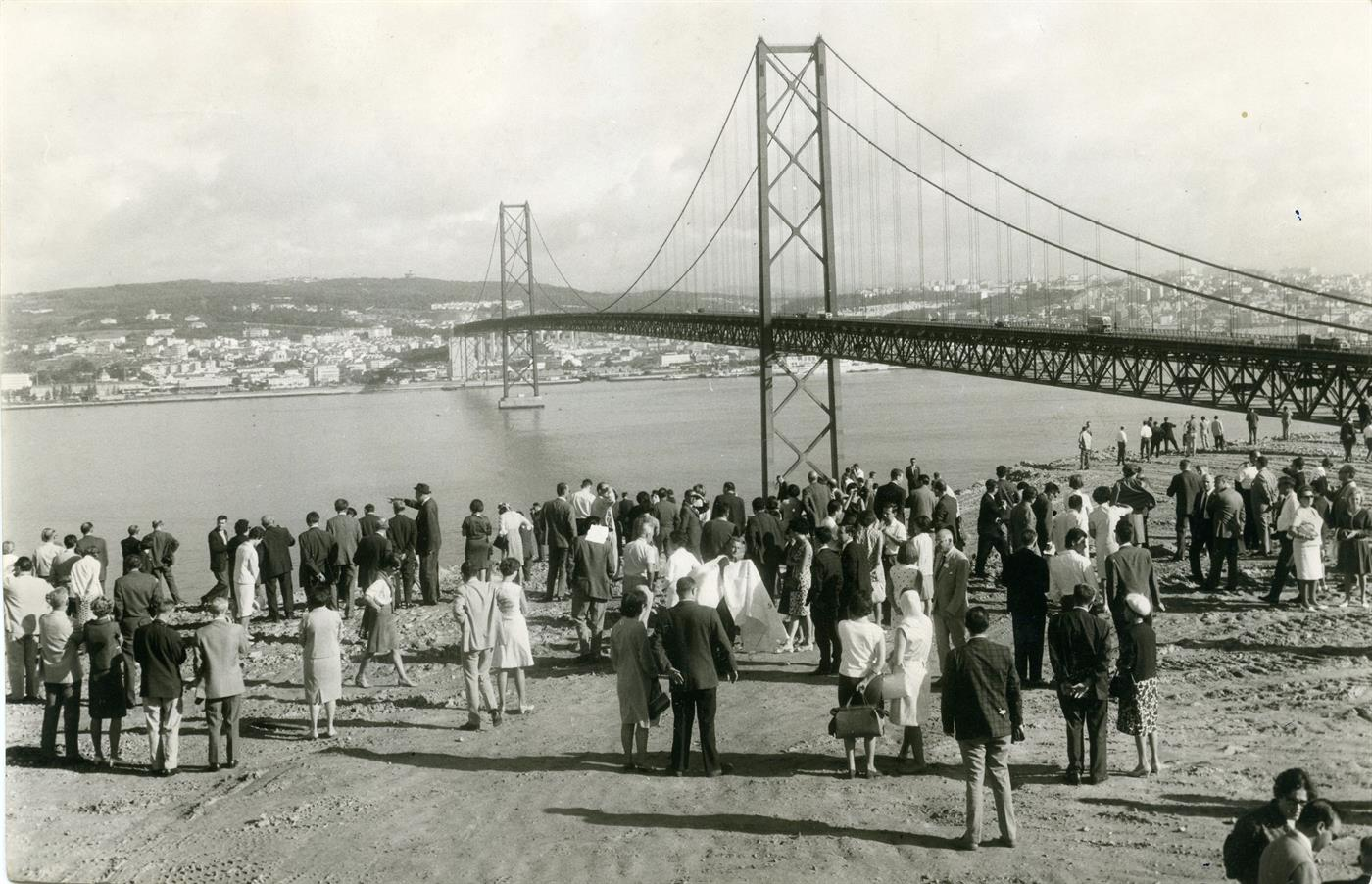
Multidão na inauguração da Ponte 25 de Abril, 1966

### II Plano de Fomento (1959-1964)
Aprovado pela Lei nº2094 de 25 de Novembro de 1958, o II Plano de Fomento continuou o desenvolvimento das várias infraestruturas abrangidas pelos investimentos anteriores, procurando também aumentar o PIB, expandir a criação de novos postos de trabalhos e melhorar as condições de vida da população. Devido á entrada de Portugal em organizações e assinatura de acordos durante os anos 60 como a EFTA (1960, da qual acabaria por sair após a entrada na Comunidade Económica Europeia), o GATT (1962), assim como em estruturas financeiras mundiais (FMI e BIRD em 1960), algo que aumentava os produtos estrangeiros no mercado nacional, era necessário um aumento das exportações portuguesas, sendo esse outro ponto do segundo plano. Investimentos de várias infraestruturas conhecidas na atualidade foram construídas através deste plano, como a Ponte 25 de Abril, assim como várias escolas técnicas e investigação. Este foi o primeiro plano implementado tanto na Metrópole como nas colónias. 

### Plano Intercalar de Fomento (1965-1967)
O Plano Intercalar de Fomento, aprovado a 14 de Dezembro de 1964, serviu como uma "ponte" entre o II e III Plano de Fomento, continuando o favorecimento de "polos industriais", de forma a assegurar o progresso económico e social, recuperando zonas em declínio, além da valorização da vida rural. Dos fundos destacados para o plano, pelo menos 43% foram destinados a Indústria, com os transportes e comunicações obtendo 18%, produção de energia 16%, e a agricultura com 8,2%, demonstrando a diminuição da importância da agricultura nestes investimentos, com o restante do investimento sendo divididos entre outros setores. A diminuição dos investimentos na agricultura demonstram o afastamento da economia da agricultura, percebendo a importância de industrialização para poderem se colocar a níveis comparáveis a outros países europeus.

### III Plano de Fomento (1968-1973)
Aprovado a 20 de Dezembro de 1967, o III Plano de Fomento apresenta-se numa altura de extrema importância para o Estado Novo. Após a queda de Salazar de uma cadeira de lona, a 3 de agosto de 1968 no Forte de Santo António, e posterior AVC, levaria o presidente da República Américo Tomás a nomear Marcello Caetano (um político da União Nacional que participou no desenvolvimento de várias instituições do Estado Novo) como presidente do Conselho de Ministros. Através deste plano, é aberto definitivamente a economia portuguesa ao exterior, com a valorização da iniciativa privada e do investimento estrangeiro em Portugal e nas suas colónias. O maior investimento foi visualizado nas Indústrias extrativas e transformadoras, que receberam investimentos de aproximadamente 80 mil contos. 

### IV Plano de Fomento (1974-1979) e o 25 de Abril
Aprovado a 26 de Dezembro de 1973, o último plano de fomento colocado em prática teria como objetivo a continuação da abertura da economia portuguesa ao exterior, através do desenvolvimento da iniciativa privada apoiada pelo Estado, com data de início do projeto para 1 de Janeiro de 1974, terminando a 31 de Dezembro de 1979. Após pouco menos de 4 meses de implementação, a Revolução dos Cravos levaria a queda do regime de Marcello Caetano, com a Junta de Salvação Nacional sendo criada no lugar do governo, de forma provisória, acabando por ser substituída pelo I Governo Provisório. O Plano acabaria por ser revisado ainda em 1974, acabando por ser extinto em 1975, devido as diferenças de ideias entre o projeto e o Governo no poder, com os seus investimentos sendo transferidos para outros programas e projetos do novo regime. 

## Consequências Económicas e Sociais
A implementação destes planos ajudou a Economia Portuguesa, obtendo resultados positivos sobre a expansão e modernização da indústria nacional, assim como a abertura económica ao estrangeiro, com o crescimento do PIB atingindo uma média de 5% entre 1953 e 1974, com o desenvolvimento de várias infraestruturas importantes para Portugal até hoje. Através dos vários planeamentos, a população ativa teve uma série de mudanças até ao 25 de abril, com uma diminuição severa da população trabalhadora na agricultura, que se transferiu para a indústria e mais tarde para o comércio e serviços, com a expansão da urbanização e a criação de polos urbanos na costa, com as zonas rurais tendo decréscimos demográficos (que são visualizados na maioria dos casos até hoje).   
Mesmo com o desenvolvimento económico e a mudança de uma economia maioritariamente agrícola para o desenvolvimento de vários setores anteriormente esquecidos, a indústria portuguesa estava consideravelmente atrás de outras nações da Europa e do bloco ocidental, devido a falta de investimentos ao longo das décadas (tanto anteriores ao Estado Novo como as dele) e as políticas do regime durante a liderança de Salazar, mais focadas no ruralismo. Além disso, as desigualdades sociais e pobreza nacional continuou sendo um problema não resolvido pelos planos, com o seu "combate" ocorrendo após a entrada dos governos democraticamente eleitos, a partir de 1976. Mesmo assim, alguns problemas, por mais que tenham sido atenuados, continuam sendo visualizados até aos dias de hoje.  

## Ligações Externas
- I Plano de Fomento (Vol. I), no Repositório da Secretaria Geral do Ministério das Finanças.
- I Plano de Fomento (Vol. II), no Repositório da Secretaria Geral do Ministério das Finanças.
- II Plano de Fomento, no Repositório da Secretaria Geral do Ministério das Finanças.
- III Plano de Fomento, no Repositório da Secretaria Geral do Ministério das Finanças.
- Inquérito, série de programas da RTP acerca dos Planos de Fomento.